# قطعنامه ۷۹۵ شورای امنیت
قطعنامه ۷۹۵ شورای امنیت سازمان ملل متحد که در تاریخ ۱۱ دسامبر ۱۹۹۲ تصویب شد، سندی بین‌المللی دربارهٔ جمهوری مقدونیه است. این قطعنامه طی نشست ۳۱۴۷ام با ۱۵ رای موافق، ۰ مخالف و ۰ ممتنع تصویب شد.